# Juan Antonio Masoliver Ródenas
Juan Antonio Masoliver Ródenas (Barcelona, 12 de enero de 1939) es un crítico literario, traductor, poeta, novelista y catedrático de literatura española y latinoamericana español.

## Biografía
Hijo de Joaquín Masoliver Martínez, abogado de Zaragoza, y de Magdalena Ródenas Pons, de Xert. Era sobrino del también crítico literario, traductor, ensayista y periodista, Juan Ramón Masoliver Martínez. Nació en una clínica del barrio de Gracia de Barcelona pero vivió desde la infancia en Masnou, donde vivían sus padres.
Ha sido catedrático de literatura española y latinoamericana en la Universidad de Westminster de Londres y es professor de la Universidad Pompeu Fabra. Es crítico literario del suplemento Cultura|s de La Vanguardia (Barcelona). En México ha colaborado con Vuelta, La Jornada Semanal, Letras Libres, Fractal y Crítica.
Su poesía ha sido considerada un monólogo interior caracterizado por asociaciones inconscientes de recuerdos, erotismo y alucinación, alejada de convencionalismos e idealización del pasado.
El autor ha donado parte de su legado bibliográfico y documental al Ayuntamiento del Masnou (Biblioteca Joan Coromines y Archivo Municipal del Masnou).

## Publicaciones[2][1]

### Ensayo
- Libertades enlazadas (sobre literatura mexicana) (2000)
- The Origins of Desire (antología del cueno contemporáneo) (1993)
- Los cuentos que cuentan (en colaboración con Fernando Valls) (1998)
- Voces contemporáneas (sobre los últimos treinta años de narrativa española) (2004)

### Narrativa
- Retiro lo escrito (1988)
- Beatriz Miami (1991)
- La sombra del triángulo (1996)
- La puerta del inglés (2001)
- La noche de la conspiración de la pólvora (2006)
- La calle Fontanills (2010)
- El ciego en la ventana (2015)
- La inocencia lesionada (2016)
- Desde mi celda: memorias (2019)

### Poesía
- Poesía reunida (1999) que incluye, entre otros, El jardín aciago (1985), La casa de la maleza (1992), En el bosque de Celia (1995) y Los espejos del mar (1998).
- La memoria sin tregua (2002)
- Sònia (2008)
- El laberint del cos (2008)
- Paraísos a ciegas (2012)
- La negación de la luz (2017)
- La plenitud del vacio (2022)

### Traducciones
Entre otros autores, ha traducido a Cesare Pavese, Carson McCullers, Djuna Barnes, Vladimir Nabokov y Robert Coover.